# Mia Wild
Mia Wild (Nuštar, 11 luglio 2006) è un'ostacolista e velocista croata.

## Record nazionali
Juniores (under 20)
- 100 metri piani: 11"63 ( Karlovac, 29 giugno 2024)
- 100 metri ostacoli: 13"10 ( Sankt Pölten, 17 maggio 2024)

## Progressione

### 100 metri piani
| Stagione | Misura | Luogo    | Data      | Rank. Mond. |
| -------- | ------ | -------- | --------- | ----------- |
| 2025     |        |          |           |             |
| 2024     | 11"63  | Karlovac | 29-6-2024 |             |
| 2023     | 11"95  | Karlovac | 8-7-2023  |             |
| 2022     | 12"17  | Karlovac | 25-6-2022 |             |
| 2021     | 12"39  | Zagabria | 29-5-2021 |             |
| 2020     | 12"61  | Zagabria | 28-6-2020 |             |
| 2019     | 12"66  | Ptuj     | 28-9-2019 |             |

### 60 metri ostacoli
| Stagione | Misura  | Luogo    | Data      | Rank. Mond. |
| -------- | ------- | -------- | --------- | ----------- |
| 2025     | 8"06(i) | Belgrado | 15-2-2025 |             |
| 2024     | 8"12(i) | Zagabria | 27-1-2024 |             |
| 2023     | 8"43(i) | Zagabria | 19-2-2023 |             |
| 2022     | 9"03(i) | Osijek   | 16-1-2022 |             |
| 2021     | 8"73(i) | Zagabria | 20-2-2021 |             |

### 100 metri ostacoli
| Stagione | Misura | Luogo        | Data      | Rank. Mond. |
| -------- | ------ | ------------ | --------- | ----------- |
| 2025     |        |              |           |             |
| 2024     | 13"10  | Sankt Pölten | 17-5-2024 |             |
| 2023     | 13"67  | Zagabria     | 10-6-2023 |             |
| 2022     | 14"13  | Zagabria     | 9-7-2022  |             |
| 2021     | 14"49  | Zagabria     | 15-5-2021 |             |
| 2020     | 15"05  | Zagabria     | 18-7-2020 |             |

## Palmarès
| Anno | Manifestazione  | Sede        | Evento             | Risultato  | Prestazione | Note  |
| ---- | --------------- | ----------- | ------------------ | ---------- | ----------- | ----- |
| 2022 | Europei U18     | Gerusalemme | 100 m hs (76,2 cm) | Semifinale | 13"67       |       |
| 2022 | Europei U18     | Gerusalemme | Staffetta svedese  | Batteria   | 2'14"85     |       |
| 2023 | Europei U20     | Gerusalemme | 100 m hs           | Semifinale | 13"62       |       |
| 2023 | Europei U20     | Gerusalemme | 4x100 m            | Batteria   | dnf         |       |
| 2024 | Mondiali U20    | Lima        | 100 m hs           | Argento    | 13"15       |       |
| 2025 | Europei indoor  | Apeldoorn   | 60 m hs            | Batteria   | 8"11        |       |
| 2025 | Mondiali indoor | Nanchino    | 60 m hs            | Semifinale | 8"10        | [ 1 ] |

## Campionati nazionali
- 2 volte campionessa nazionale croata indoor dei 60 metri ostacoli (2023, 2025)
- 1 volta campionessa nazionale croata dei 100 metri piani (2024)
- 1 volta campionessa nazionale croata dei 100 metri ostacoli (2024)

2022
- 5ª ai campionati croati (Karlovac) - 100 metri piani - 12"17
- 5ª ai campionati croati (Karlovac) - 100 metri ostacoli - 14"27

2023
- Oro ai campionati croati indoor (Zagabria) - 60 metri piani - 7"47
- Bronzo ai campionati croati indoor (Zagabria) - 60 metri ostacoli - 8"43
- Argento ai campionati croati (Karlovac) - 100 metri piani - 11"95
- 4ª ai campionati croati (Karlovac) - 100 metri ostacoli - 13"75
- Bronzo ai campionati croati (Karlovac) - staffetta 4x100 m - 47"03

2024
- Oro ai campionati croati (Karlovac) - 100 metri piani - 11"63  [2]
- Oro ai campionati croati (Karlovac) - 100 metri ostacoli - 13"22[3]

2025
- Oro ai campionati croati indoor (Zagabria) - 60 metri ostacoli - 8"10

## Altre competizioni internazionali
2022
- Oro al Festival olimpico della gioventù europea ( Banská Bystrica), 100 m ostacoli - 13"46

2023
- Oro al Festival olimpico della gioventù europea ( Maribor), 100 m ostacoli - 13"22
- 8ª al Festival olimpico della gioventù europea ( Maribor), staffetta svedese - 2'11"97
- 9ª ai Campionati europei a squadre, ( Chorzów), staffetta 4x100 m - 45"48

2024
- Argento ai Campionati balcanici indoor - ( Istanbul), 60 m piani - 7"42
- Argento ai Campionati balcanici indoor - ( Istanbul), 60 m ostacoli - 8"13
- 4ª ai Campionati balcanici - ( Smirne), 100 m ostacoli - 13"23

2025
- Oro ai Campionati balcanici indoor - ( Belgrado), 60 m ostacoli - 8"06